# Nematanthus punctatus
Nematanthus punctatus är en tvåhjärtbladig växtart som beskrevs av Chautems. Nematanthus punctatus ingår i släktet Nematanthus och familjen Gesneriaceae. Inga underarter finns listade i Catalogue of Life.